# Eastern (Hongkong)
Eastern (chin. trad.: 東區) – jedna z 18 dzielnic Specjalnego Regionu Administracyjnego Hongkong Chińskiej Republiki Ludowej. 
Dzielnica położona jest we wschodniej części regionu Wyspa Hongkong. 
Powierzchnia dzielnicy Eastern wynosi 18,9 km², a liczba ludności według danych z 2006 roku 587 690, co przekłada się na gęstość zaludnienia wynoszącą 31 664 os./km².